# 聖福寺
聖福寺（日语：しょうふくじ）是日本福岡縣福岡市博多區的臨濟宗妙心寺派的寺院，由榮西創建。這座寺廟是日本最初的禪寺，有「扶桑最初禪窟」之稱，境內被指定為史跡。山號是安國山（あんこくざん）。

## 關連項目
- 十刹

## 外部連結
- 聖福寺公式ホームページ （页面存档备份，存于）
- 福岡地域別探検>聖福寺 （页面存档备份，存于）
- 福岡市の文化財 （页面存档备份，存于）
- 御供所.info （页面存档备份，存于）